# Pettya taedia
Pettya taedia är en insektsart som först beskrevs av George Willis Kirkaldy 1906.  Pettya taedia ingår i släktet Pettya och familjen dvärgstritar. Inga underarter finns listade i Catalogue of Life.